# Zehnkampf-Länderkampf der Männer 1971 BR Deutschland – Sowjetunion
| 11. Leichtathletik-Länderkampf mit bundesdeutscher Beteiligung 1971 | 11. Leichtathletik-Länderkampf mit bundesdeutscher Beteiligung 1971 |
| ------------------------------------------------------------------- | ------------------------------------------------------------------- |
|                                                                     |                                                                     |
| Zehnkampf-Vergleich der Männer: BR Deutschland – Sowjetunion        |                                                                     |
| Austragungsort                                                      | München                                                             |
| Wettbewerbe                                                         | 1                                                                   |
| Datum                                                               | 11./12. September                                                   |
| 1. URS 2. FRG                                                       | 68.087 Punkte 67.979 Punkte                                         |
| Chronik                                                             |                                                                     |
| ← GBR-FRG (F)                                                       | FRG-URS 5kampf (F) →                                                |

Im elften Vergleich des Länderkampfjahres 1971 begegneten sich die Zehnkämpfer der Bundesrepublik Deutschland und der Sowjetunion. Parallel trugen auch die Frauen der beiden Länder am selben Ort einen Mehrkampf aus. Die Wettkämpfe wurden am 11./12. September in München ausgetragen. Die Zwischenbilanz mit diesem Gegner lautete für die Männer nach vier Aufeinandertreffen zwei zu zwei. Beim letzten Mal im Jahr 1970 hatten die sowjetischen Zehnkämpfer in Leningrad die Oberhand behalten.

## Wettbewerb und Modus
Jede Nation stellte elf Zehnkämpfer, von denen die neun Besten durch Addition ihrer Punkte gewertet wurden.

## Ergebnis
In der Einzelwertung gab es einen Doppelsieg. Doch in der Gesamtwertung sammelten die sowjetischen Athleten 98 Punkte mehr Punkte. So mussten die bundesdeutschen Männer in München mit 67.979 zu 68.087 Punkten ihre zweite – sehr knappe – Saisonniederlage hinnehmen.

## Legende
Kurze Übersicht zur Bedeutung der Symbolik – so üblicherweise auch in sonstigen Veröffentlichungen verwendet:
| DNF | nicht im Ziel (did not finish) |

## Resultat
| Platz | Name                     | Nation | Punkte | 100 m   | Weit- sprung | Kugel- stoßen | Hoch- sprung | 400 m  | 110 m Hürden | Diskus- wurf | Stabhoch- sprung | Speer- wurf | 1500 m     |
| ----- | ------------------------ | ------ | ------ | ------- | ------------ | ------------- | ------------ | ------ | ------------ | ------------ | ---------------- | ----------- | ---------- |
| 01    | Hans-Joachim Walde       | FRG    | 7938   | 11,14 s | 7,40 m       | 14,33 m       | 2,00 m       | 49,4 s | 15,20 s      | 43,59 m      | 4,10 m           | 68,35 m     | 4:35,3 min |
| 02    | Horst Beyer              | FRG    | 7819   | 11,55 s | 7,07 m       | 14,85 m       | 2,00 m       | 51,7 s | 15,0 s       | 47,94 m      | 4,30 m           | 60,82 m     | 4:27,9 min |
| 03    | Wladimir Ormanow         | URS    | 7687   | 11,02 s | 7,11 m       | 14,11 m       | 1,84 m       | 48,3 s | 15,34 s      | 42,10 m      | 4,50 m           | 53,66 m     | 4:34,6 min |
| 04    | Herbert Swoboda          | FRG    | 7664   | 10,96 s | 7,00 m       | 13,72 m       | 1,88 m       | 50,1 s | 15,19 s      | 40,92 m      | 4,50 m           | 61,96 m     | 4:30,1 min |
| 05    | Leonid Litwinenko        | URS    | 7621   | 11,25 s | 6,64 m       | 13,97 m       | 1,92 m       | 49,1 s | 14,76 s      | 39,14 m      | 4,10 m           | 59,76 m     | 4:22,8 min |
| 06    | Boris Iwanow             | URS    | 7602   | 11,17 s | 6,95 m       | 14,38 m       | 1,84 m       | 50,7 s | 14,65 s      | 43,79 m      | 4,30 m           | 61,68 m     | 4:48,2 min |
| 07    | Toomas Suurväli          | URS    | 7601   | 11,35 s | 7,17 m       | 13,89 m       | 1,80 m       | 50,5 s | 15,05 s      | 41,56 m      | 4,10 m           | 60,64 m     | 4:17,2 min |
| 08    | Wladimir Schtscherbatych | URS    | 7583   | 11,10 s | 7,34 m       | 12,84 m       | 1,92 m       | 50,4 s | 14,89 s      | 39,53 m      | 4,40 m           | 54,37 m     | 4:36,1 min |
| 09    | Werner Eikmeier          | FRG    | 7561   | 10,73 s | 6,74 m       | 13,31 m       | 1,88 m       | 49,1 s | 14,44 s      | 39,36 m      | 4,20 m           | 50,73 m     | 4:35,1 min |
| 10    | Boris Tolmatschew        | URS    | 7554   | 11,27 s | 7,07 m       | 13,37 m       | 1,96 m       | 51,8 s | 15,61 s      | 38,40 m      | 4,10 m           | 65,26 m     | 4:21,9 min |
| 11    | Helmut Grolman           | FRG    | 7511   | 11,29 s | 7,30 m       | 13,13 m       | 1,96 m       | 50,5 s | 15,38 s      | 39,31 m      | 4,20 m           | 56,77 m     | 4:35,2 min |
| 12    | Kaido Meilern            | URS    | 7497   | 11,14 s | 6,91 m       | 14,00 m       | 1,92 m       | 51,4 s | 15,95 s      | 38,85 m      | 4,20 m           | 64,91 m     | 4:33,1 min |
| 13    | Toomas Berendsen         | URS    | 7489   | 11,41 s | 6,88 m       | 14,12 m       | 1,96 m       | 49,4 s | 15,60 s      | 41,05 m      | 4,10 m           | 54,49 m     | 4:31,9 min |
| 14    | Eberhard Stroot          | FRG    | 7484   | 10,88 s | 7,43 m       | 12,85 m       | 1,88 m       | 48,9 s | 15,42 s      | 37,47 m      | 4,30 m           | 45,89 m     | 4:31,3 min |
| 15    | Rudolf Sigert            | URS    | 7435   | 11,26 s | 6,93 m       | 16,42 m       | 2,04 m       | 51,6 s | 15,42 s      | 44,84 m      | 3,80 m           | 48,34 m     | 4:50,8 min |
| 16    | Bernd Knut               | FRG    | 7425   | 11,36 s | 6,85 m       | 14,76 m       | 1,76 m       | 50,9 s | 15,28 s      | 45,11 m      | 3,70 m           | 62,12 m     | 4:25,9 min |
| 17    | Karl-Jürgen Leyhe        | FRG    | 7305   | 11,39 s | 6,89 m       | 13,79 m       | 1,80 m       | 50,2 s | 15,30 s      | 38,22 m      | 3,90 m           | 62,41 m     | 4:33,6 min |
| 18    | Helmut Kammermeier       | FRG    | 7272   | 11,07 s | 6,91 m       | 13,31 m       | 1,76 m       | 51,4 s | 15,54 s      | 43,41 m      | 3,90 m           | 60,37 m     | 4:40,6 min |
| 19    | Günter Grube             | FRG    | 7195   | 11,19 s | 6,93 m       | 13,92 m       | 1,68 m       | 51,6 s | 15,41 s      | 44,71 m      | 3,80 m           | 70,13 m     | 5:04,2 min |
| 20    | Gerhard Tilmann          | FRG    | 7022   | 11,95 s | 6,23 m       | 14,69 m       | 1,76 m       | 51,3 s | 16,24 s      | 40,39 m      | 3,70 m           | 60,94 m     | 4:15,3 min |
| DNF   | Jānis Lanka              | URS    |        | 11,16 s | 7,11 m       | 15,55 m       | 1,80 m       | 50,0 s | 15,41 s      | 45,87 m      | DNS              |             |            |
| DNF   | Alexander Blinjajew      | URS    |        | 11,32 s | 7,17 m       | 14,85 m       | 1,88 m       | DNS    |              |              |                  |             |            |